# Хауэр-Кинг, Джона
Джона Андре Хауэр-Кинг (англ. Jonah Hauer-King; род. 30 мая 1995, Ислингтон, Большой Лондон) — британский актёр.

## Юность
Родился 30 мая 1995 года в Вестминстере (Лондон), в семье Дебры Хауэр, театрального продюсера и психотерапевта, и Джереми Кинга, известного лондонского ресторатора. Его сестра — Марго Хауэр-Кинг, менеджер по работе с клиентами, состоит в отношениях с актёром Джошем О’Коннором. Его бабушка и дедушка по материнской линии были польскими евреями, бежавшими из Варшавы в 1930-х годах.
Он получил образование в Итоне и посещал колледж Святого Иоанна в Кембридже, где получил диплом по теологии и религиоведению.

## Карьера
Первой полнометражной работой Хауэр-Кинга стала главная роль в фильме «Последняя фотография», мировая премьера которого состоялась на Эдинбургском международном кинофестивале. В 2017 году он сыграл Лори в сериале «Маленькие женщины» и снялся в роли Андриуса Араса в фильме «Пепел на снегу» (2018) и в роли Дэвида в «Открытках из Лондона» (2018). Он также снялся в роли Лукаса в фильме «Путь домой» (2019). Среди других его ролей ― «Песня имён» и «Этой ночью». Его следующей работой была роль Гарри Чейза в драме «Мир в огне» (2019). 12 ноября 2019 года было объявлено, что Кинг сыграет Принца Эрика в игровом ремейке диснеевской «Русалочки». Фильм вышел в мае 2023 года.

## Фильмография
| Год       |    | Русское название                     | Оригинальное название           | Роль                                 |
| --------- | -- | ------------------------------------ | ------------------------------- | ------------------------------------ |
| 2017      | ф  | Последняя фотография                 | The Last Photograph             | Люк Хэммонд                          |
| 2017      | с  | Говардс-Энд                          | Howards End                     | Пол Уилкокс                          |
| 2017      | с  | Маленькие женщины                    | Little Women                    | Теодор Лоуренс                       |
| 2018      | ф  | Открытки из Лондона                  | Postcards from London           | Дэвид                                |
| 2018      | ф  | Однокашники                          | Old Boys                        | Дэвид                                |
| 2018      | ф  | Пепел в снегу                        | Ashes in the Snow               | Андриус Арас                         |
| 2019      | ф  | Путь домой                           | A Dog's Way Home                | Лукас                                |
| 2019      | ф  | Песня имён                           | The Song of Names               | Довидл Рапопорт в возрасте 17—23 лет |
| 2019—2023 | с  | Мир в огне                           | World on Fire                   | Гарри Чейз                           |
| 2019      | тф | Агата и проклятие Иштар              | Agatha and the Curse of Ishtar  | Макс Маллован                        |
| 2021      | ф  | Этой ночью                           | This Is the Night               | Кристиан Дедеа                       |
| 2022      | с  | Квартира на двоих                    | The Flatshare                   | Мо                                   |
| 2023      | ф  | Русалочка                            | The Little Mermaid              | принц Эрик                           |
| 2024      | с  | Татуировщик из Освенцима             | The Tattooist of Auschwitz      | Лале Соколов                         |
| 2024      | ф  | Легенда о Вильгельме Телле           | William Tell                    | Руденц                               |
| 2024      | ф  | Тайная любовь Казановы               | Een schitterend gebrek          | Джакомо Казанова                     |
| 2024      | ф  | Крушение мира                        | Rich Flu                        | Себастьян Снейл-младший              |
| 2025      | ф  |                                      | The Threesome                   | Коннор                               |
| 2025      | с  | Доктор Кто                           | Doctor Who                      | Конрад Кларк (3 серии)               |
| 2025      | ф  | Я знаю, что вы сделали прошлым летом | I Know What You Did Last Summer | Майло                                |
| 2025      | ф  | Дом динамита                         | A House of Dynamite             |                                      |